# Piazza del Popolo (Modugno)
Piazza del Popolo è la piazza più antica di Modugno (BA). Il suo nome deriva dal fatto che qui, sin dall'origine della città modugnese, si riuniva tutto il popolo, senza distinzione alcuna, per prendere le decisioni importanti riguardanti la comunità. In questo luogo si svolgeva il mercato domenicale e le fiere che attiravano nel paese commercianti di olio, vino, cereali e altri prodotti agricoli.
L'aspetto originario della piazza, sorta all'ombra della Chiesa Matrice era diverso da quella attuale: era più vasta e terminava con una porta cittadina dove ora c'è l'imbocco in Piazza Sedile. Dal Cinquecento, una serie di Palazzi (come Palazzo Pascale-Scarli, Palazzo Piepoli e Palazzo Maranta) sono sorti ai suoi margini limitandone l'ampiezza. 
Le famiglie nobili che si trasferirono a Modugno quando essa era ducato sforzesco e che eressero questi palazzi, vollero sancire il proprio distacco dal resto della popolazione modugnese costruendo le proprie residenze lungo quella che oggi si chiama via Conte Rocco Stella e riunendosi per prendere le proprie decisioni nella Sala del Sedile dei Nobili. Con l'istituzione del Decurionato, nel 1760, l'Assemblea dei Nobili governava la città con l'Assemblea del Popolo (formata da rappresentanti della borghesia, dei possidenti terrieri e dei ricchi mercanti).